# Л (паровоз)
Паровоз Л (Л — в честь Л. С. Лебедянского; до 1947 года — П — «Победа»; заводское обозначение — П32 — паровоз 32-го типа) — советский магистральный грузовой паровоз типа 1-5-0, разработанный в конце Великой Отечественной войны совместно Коломенским заводом и ВНИИЖТ под руководством конструктора Л. С. Лебедянского и академика С. П. Сыромятникова, и выпускавшийся с 1945 по 1955 год.
Один из лучших и массовых (свыше 4 тыс. локомотивов) советских паровозов, который мог эксплуатироваться на всей сети железных дорог СССР, за что его конструкторов-разработчиков наградили Сталинской премией. Среди железнодорожников и любителей железных дорог за паровозами Л закрепились прозвища Лебедянка и Лебедь. Послужил основой для паровоза ОР18 (позже был переименован в ЛВ), который был самым экономичным советским паровозом (КПД = 9,3 %).
Вопреки распространённому заблуждению, именно паровоз Л, а не П36, выпуск которых начался лишь в 1950 году, носил официальное название «Победа».

## Предыстория
В 1942 году в ходе Великой Отечественной войны стали намечаться переломные моменты, в результате которых продвижение войск Германии и её союзников на ряде участков фронта было прекращено. По этой причине в Советском Союзе началась частичная реэвакуация многих промышленных предприятий, в том числе и локомотивостроительных. Среди них был и Коломенский завод, большинство зданий которого было разрушены в ходе немецких авиаударов. Началось восстановление завода, но перед возведением новых цехов требовалось решить вопрос: паровозы какой конструкции будут строиться на восстановленном заводе? Дело в том, что до войны завод строил паровозы с листовой рамой (в основном Су и Э). Однако опыт эксплуатации паровозов с брусковыми рамами (Е, ФД, ИС) показал преимущество последних в значительном повышении поперечной прочности и снижении высоты, что весьма актуально при ограничении габарита. Однако для строительства таких рам требовалось соответствующее оборудование, из-за чего Коломенский завод в предвоенное время не мог самостоятельно строить паровозы с брусковыми рамами (первые 6 паровозов ИС были построены благодаря участию Ижорского завода). В результате анализа данных, комиссией было принято решение, что вместо восстановления старых цехов, следует возвести новые, оборудование которых позволяло бы выпускать паровозы с брусковой рамой.

## Проектирование
В начале 1944 года была организована комиссия под председательством академика Сергея Сыромятникова с целью наметить новые типы грузовых паровозов для послевоенной постройки. Для обеспечения растущих объёмов грузоперевозок, комиссия рекомендовала в первую очередь строить паровозы типа 1-5-0 со сцепной массой 90 тонн, и перед конструкторами была поставлена задача создать достаточно экономичный паровоз, пригодный для обращения на всей сети железных дорог Советского Союза без значительных ограничений скорости, серийная постройка которого могла бы быть начата в очень короткий срок.
В результате конкурса, Народным комиссариатом путей сообщения был одобрен проект конструкторов Коломенского машиностроительного завода, и 5 октября 1945 года первый паровоз новой конструкции, имевший обозначение П-0001 («Победа», заводское обозначение — П32), совершил первый рейс от Коломны до станции Рыбное и обратно, причём на обратном пути с поездом массой 2300 тонн. В том же году завод изготовил второй паровоз — паровоз П-0002.
За разработку нового грузового паровоза инженеры Лев Лебедянский, Геннадий Жилин, Виктор Чистов, Дмитрий Львов, Владимир Уткин и Владимир Дьяков были удостоены в 1947 году Сталинской премии.
Постановлением Совета Министров СССР от 14 января 1947 года паровозу было присвоено обозначение серии Л по фамилии главного конструктора Л. С. Лебедянского, при этом выпущенные ранее паровозы серии П (№ 0001—0078 и № 1001) также получили обозначение Л.

## Производство
По имеющимся данным, за годы производства было построено 4199 паровозов серии Л (см. табл.). Также Ворошиловградский паровозостроительный завод выпустил один опытный паровоз Лк−4276, то есть всего было построено 4200 паровозов.
| Год выпуска | Завод-изготовитель | Завод-изготовитель      | Завод-изготовитель | Завод-изготовитель      | Завод-изготовитель | Завод-изготовитель | Всего |
| Год выпуска | Коломенский        | Коломенский             | Ворошиловградский  | Ворошиловградский       | Брянский           | Брянский           | Всего |
| ----------- | ------------------ | ----------------------- | ------------------ | ----------------------- | ------------------ | ------------------ | ----- |
| Год выпуска | Количество         | Номера                  | Количество         | Номера                  | Количество         | Номера             | Всего |
| 1945        | 2                  | 0001, 0002              | —                  | —                       | —                  | —                  | 2     |
| 1946        | 76                 | 0003 — 0078             | —                  | —                       | 1                  | 1001               | 77    |
| 1947        | 180                | 0079 — 0258             | —                  | —                       | 30                 | 1002 — 1031        | 210   |
| 1948        | 233                | 0259 — 0491             | —                  | —                       | 81                 | 1032 — 1112        | 314   |
| 1949        | 261                | 0492 — 0752             | —                  | —                       | 147                | 1113 — 1259        | 408   |
| 1950        | 301                | 0753 — 1000 1501 — 1553 | 81                 | 4001 — 4081             | 130                | 1260 — 1389        | 512   |
| 1951        | 240                | 1554 — 1793             | 391                | 4082 — 4275 4277 — 4473 | —                  | —                  | 631   |
| 1952        | 99                 | 1794 — 1877 2001 — 2015 | 154                | 4474 — 4627             | —                  | —                  | 253   |
| 1953        | 240                | 2016 — 2255             | 423                | 4628 — 4743 3001 — 3307 | —                  | —                  | 663   |
| 1954        | 130                | 2256 — 2385             | 584                | 3308 — 3891             | —                  | —                  | 714   |
| 1955        | —                  | —                       | 415                | 3892 — 3999 5001 — 5307 | —                  | —                  | 415   |
| Всего       | 1762               | 1762                    | 2048               | 2048                    | 389                | 389                | 4199  |

## Конструкция
- Основные размеры паровоза Л (осевые нагрузки указаны для паровозов, построенных до 1952 года).

## Эксплуатация

### Сохранившиеся паровозы
Большой объём производства и относительно поздний срок выпуска (например, по сравнению с паровозами О) привели к тому, что на территории постсоветского пространства сохранилось достаточно большое количество паровозов серии Л. Первый паровоз серии Л-0001 (ныне ему возвращено первоначальное обозначение П-0001) числится экспонатом железнодорожного музея (см. ниже), но техническое состояние позволяет вернуть его в эксплуатацию. Паровоз Л-0012 установлен на постаменте возле бывшего Коломенского паровозостроительного завода. Также в составе ретро-поезда был Л-5231, сейчас[когда?] недействующий. Паровоз Л-5248 работает на Октябрьской железной дороге в Санкт-Петербурге. На Украине, в Киеве работает паровоз Л-3055 (используется в качестве экскурсионного). С лета 2015 года паровоз этой серии (Л-3438), используют в составе ретро-поезда на КБЖД. Паровозы Л-3114, Л-2331, Л-2344 работают в составе «Рускеальского экспресса» по маршруту Сортавала — Горный парк Рускеала — Сортавала в Карелии.
В рабочем состоянии
- Л-0022 — Москва, депо Подмосковная.
- Л-0298, Л-0688, Л-1600 — Коростень (Житомирская область, Украина).
- Л-0312 — Елгава (Латвия)
- Л-0409, Л-0530, Л-0916, Л-0986, Л-1083, Л-1325, Л-2056 — «Интертрак» (Украина).
- Л-0635, Л-1081, Л-1041, Л-1126 — Тихорецк (Краснодарский край, Россия).
- Л-0945 — Бурея (Амурская область) (Амурская область, Россия).
- Л-1741 — Полоцк(Витебская область, Белоруссия).
- Л-2108 — Шарья (Костромская область, Россия).
- Л-2331, Л-2344 - Санкт-Петербург-Финляндский (Санкт-Петербург, Россия).
- Л-1327, Л-2164 — Ишим (Тюменская область, Россия).
- Л-1663 — Тюмень (Россия).
- Л-3854 — Пенза (Россия)
- Л-3958 — Бологое (Россия). Расконсервирован и восстановлен летом 2018 года, в регулярной эксплуатации с ретро-поездом «Селигер».
- Л-3095 — Горький-Сортировочный (Нижегородская область, Россия)
- Л-1698 — Киров-Котласский (Кировская область, Россия).
- Л-2035 — Вихоревка (Иркутская область, Россия).
- Л-2067, Л-3438, Л-3469, Л-3653, Л-4639 — Иркутск-Пассажирский — Слюдянка — Порт Байкал (КБЖД, Иркутская область, Россия).
- Л-3055 — Киев (Украина) ретро-поезд номер 6501/6502 — Сновск Черниговской области[5].
- Л-3108, Л-2057 — ТЧЭ-1 Ярославль-Главный (Ярославская область, Россия)
- Л-3535 — ТЧ-1, Львов (Украина), используется для ретропоездок на Львовской железной дороге.
- Л-4375 — станция Пермь II (Пермский край, Россия), используется для ретропоездок.

Законсервированы
- Л-0011, Л-0075, Л-1771 — Тамбов (Россия)
- Л-0015 — депо Михайлов (Рязанская область, Россия)
- Л-0073, Л-0088, Л-1177, Л-2004, Л-2055, Л-3155, Л-3733, Л-5186 — Чир (Волгоградская область, Россия)
- Л-0074, Л-4132 — Ростов (Россия)
- Л-0106 — база запаса Субачюс (Литва)
- Л-0055, Л-0127, Л-0433, Л-2723, Л-3730, Л-3760 — Славное (Витебская область, Белоруссия)
- Л-0158, Л-1318, Л-4030, Л-4175, Л-4582 — Тихорецк (Краснодарский край, Россия)
- Л-0366 — Орша (Витебская область, Белоруссия)
- Л-0118, Л-0548, Л-0626, Л-0684, Л-0693, Л-0744, Л-0867, Л-1033, Л-2285, Л-3162, Л-3167, Л-3176, Л-3418, Л-3478, Л-3530, Л-3899, Л-3922, Л-3934, Л-4258, Л-4287, Л-4302, Л-5071 — Бурея (Амурская область, Россия)
- Л-0221, Л-0814, Л-1160 — Радвилишкис (Литва)
- Л-0844, Л-0970, Л-3191, Л-4471 — база запаса Сновск (Черниговская область, Украина)
- Л-0837, Л-0863, Л-0879, Л-0893, Л-2256, Л-2281, Л-3906, Л-4296, Л-4426, Л-4728, Л-5165, Л-5210 — депо Могзон (Забайкальский край, Россия)
- Л-0598, Л-0742, Л-0748, Л-0884, Л-0899, Л-0984, Л-1112, Л-1173, Л-1807, Л-3239, Л-3657, Л-3658, Л-3660, Л-3751, Л-4102, Л-4110, Л-4174, Л-4190, Л-4739, Л-5290 — база запаса Топки (Кемеровская область, Россия)
- Л-0570, Л-1590, Л-1180, Л-1799, Л-3105, Л-3117, Л-4053, Л-4648 — Агрыз (республика Татарстан, Россия)
- Л-1637 (разрезан), Л-2254(разрезан), Л-4191 — депо Орёл (Россия)
- Л-0683, Л-1768 — депо Верховье (Орловская область, Россия)
- Л-1705, Л-3965 — (памятник) Караганда-Сортировочная (Казахстан)
- Л-0676, Л-0131, Л-0213, Л-1794, Л-2020, Л-2030, Л-2358, Л-3112, Л-3420, Л-3677, Л-3916, Л-3958 — депо Рославль (Смоленская область, Россия)
- Л-1542, Л-1758, Л-1820, Л-1840, Л-1844, Л-2001, Л-2017, Л-2031, Л-2044, Л-2047, Л-2048, Л-2100, Л-2252, Л-2257, Л-2277, Л-2301, Л-2331, Л-2333, Л-2340, Л-2349, Л-2351, Л-2357, Л-3001, Л-3008, Л-3024, Л-3027, Л-3051, Л-3102, Л-3111, Л-3127, Л-3130, Л-3237, Л-3313, Л-3314, Л-3348, Л-3476, Л-3513, Л-3598, Л-3603, Л-3645, Л-3650, Л-3654, Л-3710, Л-3812, Л-4033, Л-4037, Л-4455, Л-4514, Л-4674, Л-5192, Л-5293 — база Рославль-II (Смоленская область, Россия)
- Л-1877 — депо Коми, Печора (Россия)
- Л-2095, Л-2106, Л-2149, Л-2158, Л-2160, Л-2188, Л-2206, Л-2220, Л-2221, Л-2246, Л-2269, Л-3331, Л-3371, Л-3777, Л-4139, Л-5125, Л-5127, Л-5149 — Шарья (Костромская область, Россия)
- Л-0755, Л-0828, Л-0831, Л-1107 — Ярославль, стадион Локомотив  (Россия), Л-2094, Л-2180, Л-2198, Л-2365, Л-2368, Л-2382, Л-3333, Л-3743, Л-3867, Л-4460, Л-4544, Л-4546, Л-4720, Л-4721, Л-4724, Л-5153, Л-5169, Л-5215, Л-5224, Л-5244, Л-5248 (12.10.2013 — находится в депо Подмосковная), Л-5249, Л-5250 — база Урдома (Архангельская область, Россия)
- Л-2081, Л-4592 — база запаса Шклов (Могилёвская область, Белоруссия)
- Л-1665, Л-2313, Л-3257, Л-3263, Л-3634, Л-3701, Л-4315, Л-4421, Л-4423, Л-4502, Л-4507 — база Нязепетровск (Челябинская область, Россия)
- Л-1830, Л-2046, Л-3619, Л-3780, Л-3789, Л-4118, Л-4186 — база запаса Морозовская (Ростовская область, Россия)
- Л-1846, Л-3534, Л-4386, Л-4845 — база Новосокольники (Псковская область, Россия)
- Л-0498, Л-4041, Л-5083 — депо Нижний Новгород-Сортировочный (Нижегородская область, Россия)
- Л-1228 — депо Гомель (Белоруссия)
- Л-2197, Л-2244, Л-3080, Л-3234, Л-3337, Л-3343, Л-3688, Л-5122, Л-5256, Л-5259 — депо Ермолино (Ивановская область, Россия)
- Л-2345, Л-3401 (с 2012 года установлен как памятник в городе Инза)[7],
- Л-3083 — депо Осиповочи (Могилёвская область, Белоруссия)
- Л-3297 — депо Таллин-Вяйке, Таллин (Эстония)
- Л-3354, Л-4019, Л-4463, Л-4589, Л-5261 — база запаса Торжок (Тверская область, Россия)
- Л-3599 — Елгава (Латвия)
- Л-3689 — Рыбное (Рязанская область, Россия)
- Л-4178 — Баладжары (Азербайджан)
- Л-4239, Л-4253, Л-4393, Л-4429 — Златоуст (Челябинская область, Россия)
- Л-4266 — база Муслюмово (Челябинская область, Россия)
- Л-4268 — Витебск (Белоруссия)
- Л-4578 — депо Гулбене (Латвия)
- Л-4718 — Лоста (Вологодская область, Россия)
- Л-5005 — Брест (Белоруссия)
- Л-5111 — М.Горького (Волгоградская область, Россия)

В музеях
- П-0001 — музей истории железнодорожной техники Московской железной дороги
- Л-0009, Л-1259 — Брестский железнодорожный музей
- Л-0013,Л-3993 — Новосибирский железнодорожный музей
- Л-0029, Л-0282 — Ростовский железнодорожный музей
- Л-0078, Л-2112 — база запаса музея Октябрьской железной дороги в Шушарах
- Л-0270 — Центр сохранения исторического наследия Калининградской железной дороги
- Л-0549 — Технический музей АвтоВАЗа (Тольятти)
- Л-0744 — Музей Амурского моста (Хабаровск)
- Л-0815 — Самарский железнодорожный музей
- Л-0818 — Нижегородский железнодорожный музей
- Л-1646 — Эстонский железнодорожный музей в Хаапсалу
- Л-1831 — Музей истории и развития Донецкой железной дороги
- Л-2196 (разрезан) — железнодорожный музей в Хаапамяки (Финляндия)
- Л-2298, Л-4716 — музей Октябрьской железной дороги на Варшавском вокзале (Санкт-Петербург)
- Л-3006 — Челябинский железнодорожный музей
- Л-3242 — музей-полигон ЗСЖД
- Л-3262 — Екатеринбургский железнодорожный музей
- Л-4051, Л-4373 — база запаса музея Октябрьской железной дороги близ Лебяжье
- Л-4090 (в сцепе с двумя вагонами-музеями) — станция Промышленная Западно-Сибирской железной дороги (Кемеровская область, Россия)

Паровозы-памятники
- Л-0002 — Лихая (Ростовская область, Россия), близ Дома культуры.
- Л-0004 — депо Морозовская (Ростовская область, Россия)
- Л-0012 — Коломна (Россия)
- Л-0026 — Ртищево (Саратовская область, Россия)
- Л-0154 — Камень-на-Оби (Алтайский край, Россия)
- Л-0186 — Барнаул (Алтайский край, Россия)
- Л-0236 — Вильнюс (Литва)
- Л-0374 — у Самарского университета путей сообщения (Самара, Россия)
- Л-0392 — депо Унеча (Брянская область, Россия)
- Л-0498 — станция Владимир (Владимир, Россия)[10]
- Л-0564 — Лянгасово (Кировская область, Россия)
- Л-0614 — Привокзальная площадь станции Томск II (Томск, Россия)[11].
- Л-0801 — Владимир (Россия)
- Л-0872 — вокзал в Петушках (Владимирская область, Россия)
- Л-0977 — Абдулино (Оренбургская область, Россия)
- Л-1038 — детский парк в Чернигове (Украина)
- Л-1048 — Атырау (Казахстан)
- Л-1067 — на перроне станции Барабинск
- Л-1160 — Клайпеда (Литва)
- Л-1174 — на перроне вокзала в Бийске (Алтайский край, Россия)
- Л-1183 — на перроне вокзала в Черемхово (Иркутская область, Россия)
- Л-1273 — Вожега (Вологодская область, Россия)
- Л-1326 — Оловянная (Забайкальский край, Россия)
- Л-1361 — Тапа (Эстония)
- Л-1521 — депо Кинель (Самарская область, Россия)
- Л-1578 — кольцевая развязка Лесозаводской и Советской, Энгельс (Саратовская область, Россия)
- Л-1585 — Поворино (Воронежская область, Россия)
- Л-1591 — Юдино (Татарстан, Россия)
- Л-1612 — Конотоп (Сумская область, Украина)
- Л-1635 — привокзальная площадь Нижнего Тагила (Свердловская область, Россия)
- Л-1699 — Красноуфимск (Свердловская область, Россия)
- Л-1709 — посёлок-курорт Бурабай (Акмолинская область, Казахстан)
- Л-1754 — станция Москва-Сортировочная-Казанская (Москва, Россия)
- Л-1765 — Бугульма (Татарстан, Россия)(Л-9669)[12]
- Л-1822 — Мценск (Орловская область, Россия) (установлен в сцепе с несколькими вагонами)
- Л-2046 — Мемориал памяти и славы (Назрань) (Ингушетия, Россия)
- Л-2061 — локомотивное депо ст. им. М. Горького (Волгоградская область, Россия)
- Л-2162 — Шахунья (Нижегородская область, Россия)
- Л-2218 — Буй (Костромская область, Россия)
- Л-2248 — Муром (Владимирская область, Россия)
- Л-2289 — детский парк в г. Игналина (Литва)
- Л-2309 — Казатин (Винницкая область, Украина)
- Л-2317 — Таллин (Эстония)
- Л-3036 — Скуратово (Тульская область, установлен в сцепе с вагоном)
- Л-3155 — Батайск (Ростовская область)
- Л-3167 — вокзал Улан-Батор (Монголия)
- Л-3168 — Абакан (Россия)
- Л-3238 — Кемерово (Россия)
- Л-3242 — Новосибирск (Россия), установлен возле спортивного комплекса «Локомотив-Арена»
- Л-3285 — привокзальная площадь в Самаре[13].
- Л-3291 — Ульяновск (Россия)
- Л-3318 — Туймазы (Башкортостан, Россия)
- Л-3348 — на территории ВНИИЖТ в Щербинке (Москва). Ранее находился в депо Рославль, использовался для ретропоездок в Москве.
- Л-3401 — Инза, (Ульяновская область, Россия)[7]
- Л-3427 — Приаргунск (Забайкальский край, Россия)
- Л-3449 — Тайшет (Иркутская область, Россия)
- Л-3451 — Благовещенск (Амурская область, Россия)
- Л-3454 — Ряжск, (Рязанская область). Установлен в феврале 2020 года в качестве памятника в честь 75-летия победы в Великой Отечественной войне.
- Л-3498 — Сасово (Рязанская область, Россия) установлен осенью 2018 года в составе мемориала.
- Л-3507 — на территории Иркутской ДЖД (Россия)
- Л-3516 — возле стадиона РЖД Арена (на момент установки: стадион «Локомотив»); Москва.
- Л-3540 — установлен в качестве памятника в сквере ВЛКСМ в Калуге 26 августа 2020 года[14]
- Л-3562 — Витебск (Белоруссия)
- Л-3570 — локомотивное депо «Люблино» (Москва, Россия)
- Л-3602 — Стерлитамак (Башкортостан, Россия)
- Л-3609 — Карасук (Новосибирская область, Россия)
- Л-3620 — Славгород (Алтайский край, Россия)
- Л-3636 — Боготол (Красноярский край, Россия)
- Л-3809 (по другим данным — Л-3808) — Междуреченск (Кемеровская область, Россия)
- Л-3876 — Усть-Илимск (Иркутская область)
- Л-3908 — Новокузнецк (Кемеровская область, Россия)
- Л-3991 — Сенной (Саратовская область, Россия)
- Л-3993 — Павлодар (Казахстан)
- Л-4046 — Слюдянка (Иркутская область, Россия)
- Л-4067 — Янаул (Башкортостан, Россия)
- Л-4090 — Промышленная Кемеровская область площадь у вокзала[15]
- Л-4125 — территория депо Полоцк (Витебская область, Белоруссия)
- Л-4159 — Черняховск (Калининградская область, Россия)
- Л-4245 — Бологое (Тверская область, Россия) установлен в июле 2015 года в память о железнодорожниках Бологовского железнодорожного узла, павших в годы Великой Отечественной войны.
- Л-4305 — площадь у вокзала Каменск-Уральский (Свердловская область, Россия)
- Л-4657 — станция Байкал Кругобайкальской железной дороги
- Л-4718 — установлен в Вологде в 2007году «в честь 170-летия железных дорог России, как дань уважения к заслугам тружеников-паровозов способствовавших экономическому прогрессу страны, а также к заслугам всех работников-ветеранов Северной железной дороги»
- Л-4729 — памятник на станции Нижнеудинск (Иркутская область, Россия)
- Л-5041 — площадь у вокзала в Усть-Каменогорске (Казахстан)
- Л-5049 (тендер от Л-5099) — Тюри (Эстония)
- Л-5072 — территория депо Караганда (Казахстан)
- Л-5129 — площадь у вокзала в Котласе (Архангельская область, Россия)
- Л-5218 — Микунь (Коми, Россия)
- Л-5301 — Уруша (Амурская область, Россия)
- Л-5122 — Ярославль (площадь перед ДК «Магистраль»)
- Л-5184 — площадь у вокзала станции Сызрань I[16]
- Л-5270 — Рыбинск, железнодорожный вокзал
- Л-3482 — Сухиничи-Главные (Россия) 54.086612, 35.318935

Помимо этого в качестве памятников установлены обрубки передней части следующих паровозов:
- Л-0132 — Сновск (Черниговская область, Украина)
- Л-3895 — Унеча (Брянская область, Россия)
- Л-4376 — Псков (Россия)

Заброшены
- Л-5231 (используются для ретропоездок в Москве) — по состоянию на май 2008 год отставлен от работы из-за износа бандажей и машины
- Л-4045 (депо Подмосковная) — по состоянию на март 2013 год отставлен и разукомплектован
- Л-5141 (Украина, используется для ретропоездок)
- Л-3815 (Новосибирск, используется для ретропоездок)
- Л-2055 (Ростов-на-Дону, предположительно депо Тихорецкая, используется для ретропоездок)
- Л-0022 (депо Белгород)
- Л-4524 (депо С-петербург-Сортировочный-Московский, используется для ретропоездок по Октябрьской дороге)
- Л-5289 (депо С-петербург-Сортировочный-Московский, используется для ретропоездок по Октябрьской дороге)
- Л-1831 (авдеевский завод нестандартного оборудования, Донецкая жд)
- Л-3415 — по состоянию на 2010 год находился недалеко от станции Пермь II (Свердловская железная дорога)
- Л-4583 — Бологое-Полоцкое (июль 2014)
- Л-3885; Л-3588; Л-4351; Л-3576; Л-1130 всего примерно 14 штук в разной степени плачевности — База запаса Шумково (2016)

## Паровозы Л в кинофильмах
Наиболее заметное появление «лебедянок» отмечено в фильме «Большие перегоны» (1971), где герои Николая Крючкова и Юрия Николаева работают на этих паровозах (из рабочих показаны Л-3533, Л-4620, Л-4625 и Л-4628), а также в фильме «Зелёные огни». Помимо этого, рабочие паровозы серии Л можно увидеть в фильмах «12 стульев» (анахронизм), «Подарки по телефону», «Дети Арбата» (анахронизм), «Адмиралъ» (анахронизм), «Необыкновенное путешествие Мишки Стрекачёва» (фильм Ильи Фрэза 1959 года, идущий на целину состав ведёт паровоз Л-0224) и «Первые на Луне» (анахронизм). Нерабочий Л появляется в фильме «Ворошиловский стрелок». В начале фильма «Защита» (2008) показан паровоз Л-5231. Паровоз Л-2098 снимался в художественном фильме «Русский паровоз» (1995).

## Примечательный факт
На фронтоне располагалась, как и на паровозах П36 и ЛВ, красная звезда с барельефными изображениями руководителей СССР — В. И. Ленина и И. В. Сталина. После начала десталинизации, начатой после XX съезда КПСС, центральный элемент с изображениями советских вождей был демонтирован практически со всех паровозов. В настоящее время изображение Сталина и Ленина сохранилось на паровозе Л-0186 в депо Барнаула и на паровозах-памятниках Л-1635 на Привокзальной площади Нижнего Тагила, Л-1843 в Йошкар-Оле, а также на Л-0154 в Камне-на-Оби.